# Aubrey de Coucy
Aubrey de Coucy (fl. XI secolo) è stato un nobile normanno, conte di Northumbria dal 1080 al 1086.

## Origini
Era un normanno di Coucy-le-Château-Auffrique nell'Aisne, all'epoca una baronia normanna. Il feudo era l'eredità di sua moglie Ada de Marle, figlia di Letétard de Marle (a sua volta figlio del conte Ivo di Beaumont-sur-Oise).

## Conte di Northumbria
Nel 1080 William Walcher, vescovo di Durham e conte di Northumbria, fu assassinato durante una faida tra i suoi cavalieri e l'antica aristocrazia anglosassone della Northumbria. Guglielmo il Conquistatore diede quindi la contea ad Aubrey, barone di Coucy, in aggiunta a grandi possedimenti nelle Midlands, per cercare di sostituire i vecchi governanti con uomini a lui fedeli.
Tuttavia de Coucy abbandonò presto le sue nuove terre, probabilmente dopo una supposta invasione danese nel 1085. È elencato come proprietario terriero nel Domesday Book, ma le note suggeriscono che avesse rinunciato di recente ai suoi possedimenti inglesi. Secondo il cronista Simeone di Durham de Coucy, "essendo di scarsa utilità negli affari difficili, tornò nel suo paese", e Roberto di Mowbray ricevette quindi la contea nel 1086 per sostituirlo.

## Ultimi anni e morte
Quando re Guglielmo stava morendo a Rouen nel 1087, decise di dividere i suoi possedimenti in due: l'Inghilterra sarebbe andata al terzogenito Guglielmo il Rosso, mentre la Normandia al primogenito Roberto Cosciacorta. De Coucy, ancora al seguito del re, fu mandato a riferire la notizia a Roberto, allora in esilio.
De Coucy morì qualche tempo dopo nel suo castello di Coucy, dopo che sua sorella Ermengarda l'aveva informato di un complotto per ucciderlo. L'assassino di Aubrey divenne successivamente il secondo marito della vedova, Ada de Marle.